# Campionato spagnolo di Formula 4
il Campionato spagnolo di Formula 4 è stato pianificato per il lancio nel 2015 seguendo le normative FIA della Formula 4, anche se la stagione inaugurale è stata cancellata e ritardata fino al 2016. Si svolge prevalentemente in Spagna e in Portogallo.

## Monoposto
Il campionato presenta vetture progettate e costruite da Tatuus seguendo le regole FIA Formula 4. Il motore è un turbo Abarth da 1,4 litri, stesso motore utilizzato del Campionato italiano di Formula 4 e nel Campionato ADAC di Formula 4. Dalla stagione 2016 al 2021, la serie ha utilizzato il modello F4-T014, dal 2022 viene utilizzata la Tatuus di seconda generazione, la Tatuus T-421 dotata di upgrade sul fronte della sicurezza volti ad aumentare la protezione del pilota, su tutte il sistema Halo a protezione della testa.
Tabella auto
| Monoposto      | Motore       | Anni      |
| -------------- | ------------ | --------- |
| Tatuus F4-T104 | Abarth 1,4 L | 2016-2021 |
| Tatuus T-421   | Abarth 1,4 L | 2022-     |

## Scuderie
Per la stagione 2024 sono undici i team iscritti.  
- GRS Team
- Sainteloc
- TC Racing
- Cram Motorsport
- Rodin Carlin
- Campos Racing
- MP Motorsport
- Tecnicar - Fórmula de Campeones
- Drivex
- Monlau Motorsport
- Palou Motorsport

## Circuiti
| Circuito                             | Stagioni            | Presenze |
| ------------------------------------ | ------------------- | -------- |
| Circuito di Catalogna                | 2016-2023           | 8        |
| Circuito di Jerez                    | 2016-2023           | 8        |
| Circuito di Navarra                  | 2016-2023           | 8        |
| Circuito di Motor de Aragón          | 2016-2023           | 8        |
| Circuito di Valencia                 | 2016, 2018-2023     | 7        |
| Circuito Internazionale dell'Algarve | 2016, 2018-19, 2022 | 5        |
| Circuito di Spa-Francorchamps        | 2021-2023           | 3        |
| Circuito Paul Ricard                 | 2019-2020           | 2        |
| Circuito del Jarama                  | 2016, 2020          | 2        |
| Circuito di Estoril                  | 2017, 2023          | 2        |
| Circuito di Nogaro                   | 2017                | 1        |

## Albo d'oro
| Stagione | Pilota              | Squadra       | Rookie             |
| -------- | ------------------- | ------------- | ------------------ |
| 2016     | Richard Verschoor   | MP Motorsport | Non assegnato      |
| 2017     | Christian Lundgaard | MP Motorsport | Non assegnato      |
| 2018     | Amaury Cordeel      | MP Motorsport | Amaury Cordeel     |
| 2019     | Franco Colapinto    | Scuola Drivex | Franco Colapinto   |
| 2020     | Kas Haverkort       | MP Motorsport | Kas Haverkort      |
| 2021     | Dilano van 't Hoff  | MP Motorsport | Dilano van 't Hoff |
| 2022     | Nikola Tsolov       | Campos Racing | Nikola Tsolov      |
| 2023     | Théophile Naël      | Campos Racing | Enzo Deligny       |